# Kevin Schindler
Kevin Schindler (ur. 21 maja 1988 w Delmenhorst) – niemiecki piłkarz grający na pozycji napastnika.

## Kariera
Pierwsze kroki w swojej karierze zawodniczej stawiał w 1993 roku w amatorskim klubie Delmenhorster Turnerbund. Sześć lat później był już członkiem młodzieżowych zespołów Werderu Brema. W drużynach juniorskich tego klubu grał aż do 2006 roku, dopiero wówczas awansował do drużyny rezerw, rozgrywającej swoje spotkania w Regionallidze Nord. 21 października 2006 zadebiutował w drugiej drużynie Werderu, a do końca sezonu wystąpił jeszcze w 12 innych spotkaniach, zdobywając 3 gole.
Od 2006 roku był także członkiem reprezentacji Niemiec do lat 19, w której udało mu się zaliczyć 4 spotkania. W przerwie zimowej sezonu 2006/07, szkoleniowiec Thomas Schaaf włączył Schindlera do pierwszej drużyny Werderu Brema. Jego debiut w Bundeslidze miał miejsce 6 maja 2007, ale pierwszy oficjalny mecz rozegrał dwa miesiące wcześniej – w Pucharze UEFA.
W tym samym roku został powołany do reprezentacji narodowej U-19 na mistrzostwa Europy w Austrii. Nie wziął w nich jednak udziału z powodu kontuzji. Od września 2007 był już członkiem drużyny narodowej do lat 20, w której rozegrał jedynie dwa spotkania. Dwa miesiące później brał już udział w meczach niemieckiej młodzieżówki.
W sezonie 2007/08 w pierwszym zespole Werderu Brema Schindler miał mocną konkurencję w osobach Boubacara Sanogo, Ivana Klasnica i Hugo Almeidy. Wówczas w pierwszym zespole figurował jedynie przez cztery miesiące, po czym został przesunięty do zespołu rezerw. Tam wziął udział w 25 spotkaniach i zdobył 7 bramek, przyczyniając się tym samym do awansu drużyny do nowo utworzonej 3. ligi.
Przed sezonem 2008/09 Schindler udał się na wypożyczenie na zaplecze Bundesligi – do Hansy Rostock. Początek miał w tym klubie całkiem dobry, ponieważ w debiutanckim meczu w DFB Pokal był autorem gola. Z kolei na pierwsze trafienie w lidze musiał poczekać do 4. kolejki. Ogółem wystąpił w 32 meczach Hansy i strzelił przy tym 5 bramek. W czerwcu powrócił do swojego macierzystego klubu i podpisał kontrakt na 4 lata, by za chwilę zostać wypożyczonym do FC Augsburg, a następnie do MSV Duisburg.